# Quinto Giunio Rustico
Quinto Giunio Rustico (in latino Quintus Iunius Rusticus; 100 – 170) è stato un filosofo e politico romano, esponente dello stoicismo e maestro di filosofia dell'imperatore Marco Aurelio.

## Biografia
Probabilmente nipote di Aruleno Rustico (allievo di Seneca, fatto uccidere da Domiziano), fu uno dei maestri dell'imperatore Marco Aurelio, che lo trattò con il massimo rispetto e onore, dichiarando:
(trad. A. D'Andria)
Fu anche console nel 133 e nel 162, e membro del consiglio urbano di Roma; inoltre, dal 163 al 167 fu prefetto dell'Urbe, in tal modo impegnandosi attivamente nell'attività pubblica: in questo ruolo egli dovette presiedere il processo di alcuni cristiani, tra i quali Giustino, che venne condannato a morte.

## Opere
Rustico, con Epitteto e Marco Aurelio stesso (tutti e tre stoici), fu uno dei filosofi più celebri del II secolo, ma, a differenza degli altri due, non ci rimane nulla dei suoi scritti.